# Marguerite Van de Wiele
Marguerite Van de Wiele (née à Ixelles le 1er décembre 1857 et décédée à Bruxelles le 20 avril 1941) est une écrivaine et journaliste belge d'expression française. Féministe affirmée, elle est l’une des fondatrices de la littérature belge renaissante. Elle collabore également avec un grand nombre de journaux belges et français. 

## Biographie

### Jeunesse et formation
Marguerite Van de Wiele (1857-1941) est née à Ixelles le 1er décembre 1857, d’un père belge,  (1826-1883), négociant en soierie et fondateur, en 1860, de la première société mutualiste belge et d’une mère française. Son grand-père, Pierre Marsais est un médecin français installé à Bruxelles depuis 1832. Il accueille des proscrits français (dont Hugo, Deschanel, Dumas ... etc.) dans sa maison de commerce, rue de la Madeleine. Marguerite Van de Wiele fréquente d'abord l’école des Sœurs de Sainte-Marie mais son grand-père décide de l’inscrire aux Cours d’éducation pour jeunes filles, première école moyenne laïque pour jeunes qu'Isabelle Gatti de Gamond vient d'ouvrir rue du Marais, à Bruxelles. Elle bénéficie donc d'une bonne éducation, ce qui est rare pour une femme de cette époque.

### La littérature
Sa première nouvelle, Un ange envolé, est publiée le 18 août 1878, dans L'Office de Publicité grâce à Louis Hymans (1829-1884), rédacteur en chef et ami de la famille Van de Wiele. Elle commence alors une collaboration régulière avec ce périodique.  
Un an plus tard, elle publie chez Le Vasseur, éditeur parisien, un roman intitulé Lady Fauvette qui connaît un succès immédiat. 
Pour affirmer sa notoriété, elle se rend à Paris, accompagnée de sa mère. Elle s’y fait éditer et y fréquente les milieux réalistes et naturalistes, rencontre dans les salons parisiens, Zola, Daudet, Jules Verne et Maupassant et noue des liens d’amitié avec l’éditeur Georges Charpentier. Elle publie son deuxième livre, Le Roman d’un chat, en 1880, à Verviers, chez Gilon,.
Ses ouvrages sont pour la plupart empreints d’une tristesse sereine. L’analyse contenue des sentiments procure une certaine gravité à ces récits. Gravité contrebalancée par un style fluide et naturel. Elle dresse « des tableaux pittoresques, comme celui du marché d’Anderlecht, vibrant d’odeurs et de couleurs, ou des ruelles du vieux Bruxelles, sillonné par la Senne ».  Elle décrit les  mœurs de la bourgeoisie de l'époque et pose la question de l’émancipation féminine dans une société qui soumet les femmes à l'autorité de leur mari. Elle adopte une posture assez paradoxale, à la fois novatrice et conservatrice. Ses personnages féminins, confrontés au carcan imposé par leur milieu et leur condition de femme, subissent toujours des conséquences négatives lorsqu'elles  qui transgressent les us et coutumes dominants. Son statut de femme écrivaine, indépendante économiquement est déjà difficilement accepté et, afin que ses livres se vendent, elle ne peut bouleverser les valeurs de son temps,. 
Dans les années 1920, elle occupe différentes fonctions en relation avec la promotion de la langue française : elle préside la Section littéraire de la Fédération nationale pour la défense de la langue française, elle est vice-présidente de la Société des amis de la langue française et membre du Comité de l'Entente franco-belge. En juin 1914, elle assure la présidence de la section francophone de l'exposition La femme contemporaine à Anvers.
En 1928, elle publie son dernier roman, Le Mur de Gaze et, le 23 mai 1923, ses noces d'or littéraires sont célébrées à l'Hôtel de ville de Bruxelles.

### Le journalisme
Depuis le décès de son père, en 1883, Marguerite Van de Wiele est responsable, y compris financièrement, de la famille. Elle s’investit dans le journalisme afin de gagner sa vie et collabore, sous le pseudonyme de Natalis, à de nombreux quotidiens belges et français, aidée en cela par les relations de sa famille dans le monde de la presse. Elle collabore déjà à L’Office de Publicité, et devient journaliste indépendante pour plusieurs journaux belges et parisiens (La Vie Moderne, Le Voltaire, Le National, Le Petit Bleu, La Chronique, L'Echo du Parlement, L'Etoile belge, L’Indépendance belge, etc.). 
Après la Première Guerre mondiale, elle débute également une collaboration régulière au journal Le Soir.
Son travail de journalisme étant son gagne pain, elle écrit dans des domaines variés, sans vraiment de cohérence, critique littéraire, critique artistique, sujets d’intérêt général, sans souci d’accéder à une identité journalistique forte.
D'autres femmes investissent la presse à cette époque, comme Marie Closset, Julie Delvaux, Marguerite Copin. Elles sont généralement reléguées dans des domaines considérés appropriés pour les femmes. Comme le montre l'anthologie publiée en 1909 par l’Association des écrivains belges qui reprend quelques-uns des articles de Marguerite Van de Wiele publiés dans Le Petit Bleu, c'est aussi son cas.  D'ailleurs, en 1911, elle inaugure, dans La Revue de Belgique, une rubrique intitulée Le Chapitre de la femme. 

### Le féminisme
La double réussite de Marguerite Van de Wiele est exemplaire à une époque qui voit encore d'un mauvais œil le travail féminin et, à plus forte raison dans un domaine intellectuel et artistique et lui vaut la reconnaissance, à la fois par les milieux féministes et par les milieux littéraires belges. Son statut de célibataire lui permet de s’écarter du modèle de la femme au foyer et assumer sa carrière littéraire et journalistique.
Cependant, son œuvre n'a pas un caractère subversif et la recherche d'émancipation de ses personnages féminins leur vaut essentiellement des déboires.
En 1891, elle est chargée par le gouvernement d'une mission d'étude sur l’organisation et le fonctionnement des écoles féminines d'art et d'art industriel de la Ville de Paris.
En 1902, elle soutient, avec le parti libéral, le droit de vote des femmes.
En 1907, elle est nommée présidente de la Section du Livre et de la Presse, nouvellement créée au sein du Conseil national des femmes belges.  Cette nomination se veut explicitement un hommage à la carrière d’une écrivaine, dont le parcours exemplaire sert d’argument aux thèses féministes en faveur de l’émancipation intellectuelle et sociale des femmes. 
Entre 1911 et 1914, elle est chargée du cours de littérature française dans les Écoles normales de la Ville de Bruxelles.
En 1919, elle succède à Léonie La Fontaine à la présidence du Conseil national des femmes belges, avec Marie Haps comme vice-présidente, position qu'elle occupe jusqu'en 1935.

### Action humanitaire
Elle fonde l’Œuvre des fêtes dans les hôpitaux et hospices et l'anime jusqu'à la fin de sa vie. 
Pendant la Première guerre mondiale, elle s'engage dans l'Assistance discrète, fondée par Marie Haps en faveur des victimes issues des classes moyennes et travaille comme infirmière.

## Reconnaissance
Son dévouement durant la Première guerre mondiale, lui vaut la Médaille de la Reine Elisabeth.
Un prix littéraire Marguerite Van de Wiele, créé en 1929, est remis tous les cinq ans, actuellement par l'Association Charles Plisnier,. Il est destiné à récompenser  l'auteur belge du meilleur roman ou recueil de nouvelles, imprimé ou manuscrit.
La commune de Schaerbeek a donné son nom à une rue.

## Œuvres
- Lady Fauvette…, Paris, Librairie Abel Pilon, A. Levasseur & cie, 1879 (BNF 41687257)
- Maison flamande, Paris, G. Charpentier et Cie Éditeurs, 1883, 346 p. (BNF 31534160)
- Filleul du Roi ! Mœurs bruxelloises, Paris, Éditions Hachette, 1884 (BNF 31534153)
- Misère intellectuelle, Bruxelles, Belgique, Librairie Nouvelle, 1888, 8 p. (BNF 31534161)
- Insurgée, Paris, G. Charpentier et Cie Éditeurs, 1890, 319 p. (BNF 31534156)
- Les Frères Van Ostade, Paris, L. Allison, 1893, 110 p. (BNF 31534155)
- Le Sire de Ryebeke, légende flamande, Paris, Librairie de l'art, 1894, 41 p. (BNF 31534163)
- Fleurs de civilisation, Paris, Éditions Paul Ollendorff, 1901, 287 p. (BNF 31534154)
- Âme blanche, édité pour la première fois en 1908 et réédité par les Éditions Névrosée, 2019, 2016 p.  (ISBN 978-2-931048-08-5)
- Contes des Flandres, Paris, Éditions Larousse, 1911 (BNF 33462975)
- Légendes, Bruxelles, Belgique, J. Lebègue et Cie, 1913, 286 p. (BNF 31534159)